# Ordre de la République (Turquie)
Pour les articles homonymes, voir Ordre de la République.
L'ordre de la République est le deuxième plus haut ordre d'État après l'ordre de l'État.
L’ordre est conféré par le président de la république de Turquie, sur décision du Conseil des ministres, ministres et membres des missions étrangères, en reconnaissance de leur contribution au rapprochement des nations et au renforcement des relations amicales entre leurs pays respectifs. 

## Récipiendaires
- 2010 –  Pakistan : Yousaf Raza Gillani, Premier ministre du Pakistan [2]
- 2012 –  Royaume-Uni : Jack Straw, Membre du gouvernement britannique [3]
- 2013 –  Pays-Bas : René van der Linden, Membre du Sénat néerlandais [4]
- 2013 –  Pakistan : Nawaz Sharif, Premier ministre du Pakistan [5]
- 2014 –  Ukraine : Moustafa Djemilev Membre du parlement ukrainien et président de l'Assemblée des Tatars de Crimée [6]
- 2014 –  Italie : Carlo Marsili (Ancien ambassadeur d'Italie à Ankara) [7]
- 2016 –  Arabie saoudite : Mohammed ben Nayef Prince héritier d'Arabie saoudite [8]
- 2017 –  Tunisie : Béji Caïd Essebsi[9]